# NGC 655
NGC 655 é uma galáxia lenticular (S0) localizada na direcção da constelação de Cetus. Possui uma declinação de -13° 04' 57" e uma ascensão recta de 1 horas, 41 minutos e 55,1 segundos.
A galáxia NGC 655 foi descoberta em 1886 por Ormond Stone.